# P3s Uundgåelige
P3s Uundgåelige – som har eksisteret siden 1991 og i starten hed Powerplay, dernæst Ugens Uundgåelige for i dag at hedde P3s Uundgåelige – er en aktuel single, der er i A-rotation, dvs. blandt de mest spillede sange på DR's P3. Ugens Uundgåelige rundede mandag d. 13. juni 2011 sang nummer 1000.
Sangen udvælges af kanalens playlisteudvalg og tilhører genremæssigt som regel pop, R&B, rock eller hiphop. Kunstnerne bag Ugens Uundgåelige er som regel nye navne, der vurderes at have et stort potentiale. Det kan dog også være allerede etablerede navne.

## Refrencer
1. ↑  "Danske kunstnere er blevet mere "uundgåelige" på P3". DR. 2017-09-19. Besøgt 12-05-2021.